# Port principal
Un port principal est un port dont les prédictions de marées sont directement indiquées dans les tableaux de marées. Ces tableaux sont généralement édités par les instituts hydrographiques de chaque pays ou région : en France c'est le SHOM qui en est chargé ; au Royaume-Uni, l'UKHO (qui publie les tables appelées Admiralty Tide Tables) ; la NOAA aux États-Unis ; l'AHO en Australie ; le SHN en Norvège, etc.
Les prévisions des marées pour les ports principaux sont basées sur une observation permanente de la marée sur une période d'au moins un an. Ces prédictions sont données en mètres (ou en pieds dans certains pays), pour des conditions météorologiques moyennes, par rapport au niveau de référence de la carte, appelé le zéro des cartes qui varie selon les pays. En France, le zéro des cartes, ou zéro hydrographique, correspond au niveau des hauteurs d'eau théoriques les plus basses (basse mer de coefficient 120) avec comme référence le port de Brest. 
Les ports principaux sont généralement indiqués en caractères gras dans les pages d'index des tables de marées de l'almanach des marées (ou des admiralty time tables). Les prédictions de marées sont habituellement prises par le bureau de météorologie dans le pays du port concerné. 
En France, il existe 23 ports principaux sur les côtes de France (et 257 ports rattachés) et 35 ports principaux outre-mer (avec plus de 200 ports rattachés) :

## Ports principaux français métropolitains
Du nord au sud :
- Dunkerque
- Calais
- Boulogne-sur-Mer
- Dieppe
- Fécamp
- Le Havre
- Cherbourg
- Saint-Malo
- Paimpol
- Roscoff
- Brest
- Concarneau
- Groix (Port-Tudy)
- Port-Navalo
- Saint-Nazaire
- Les Sables-d'Olonne
- La Rochelle-Pallice
- Pointe de Grave (Port-Bloc)
- Arcachon (Jetée d'Eyrac)
- Boucau-Bayonne / Biarritz
- Saint-Jean-de-Luz
- Toulon

## Ports principaux français outre-mer
Extrait de l'Ouvrage de marée du SHOM :
- Pointe-à-Pitre en Guadeloupe
- Le Robert en Martinique
- Fort-de-France en Martinique
- Saint-Pierre à Saint-Pierre-et-Miquelon
- Îles du Salut en Guyane
- Dzaoudzi à Mayotte
- Pointe des Galets à La Réunion
- Port-aux-Français aux îles Kerguelen
- Base antarctique Dumont-d'Urville en Terre Adélie (Antarctique)
- Nouméa en Nouvelle-Calédonie
- Thio en Nouvelle-Calédonie
- Wallis Mata-Utu à Wallis-et-Futuna
- Clipperton dans l'océan Pacifique

## Quelques ports principaux  à l'étranger
- Douvres en Angleterre ;
- Lisbonne au Portugal ;
- La Corogne en Espagne ;
- Singapour en Asie ;
- Gibraltar en Méditerranée ;

## Ports rattachés
Qui dit port principal dit port rattaché. En effet, les ports rattachés, aussi appelés ports secondaires (ou lieux secondaires dans certains pays comme l'Australie), sont des ports pour lesquels les marées doivent être calculées à partir des données diffusées pour le port principal qui leur est affecté, et d'un tableau indiquant les corrections à appliquer. La courbe du port principal ne s'applique alors pas et il faut utiliser, à défaut, une méthode harmonique pour trouver la hauteur d'eau à une certaine heure souhaitée (ou l'heure de la marée pour une certaine hauteur d'eau désirée). Voir Calcul de marée, Méthode sinusoïdale.
Quelques exemples de ports secondaires sont Le Trez-Hir, Porto-Novo, Tripoli, Cadix, Limassol, Cascais, etc. Une feuille de calcul peut être utilisée pour calculer la marée à une heure précise à proximité d'un port secondaire en utilisant les données incluses dans les annuaires des marées.